# Zaineb n'aime pas la neige
Pour plus de détails, voir Fiche technique et Distribution.
Zaineb n'aime pas la neige est un drame tunisien, réalisé par Kaouther Ben Hania et sorti en 2016.

## Synopsis
Zaineb, une jeune tunisienne, émigre avec sa mère au Québec, après la mort accidentelle de son père.

## Fiche technique
Sauf indication contraire, les informations mentionnées dans cette section peuvent être confirmées par la base de données cinématographiques IMDb,  présente dans la section « Liens externes ».
- Titre : Zaineb n'aime pas la neige
- Titre original : Zaineb takrahou ethelj
- Réalisation : Kaouther Ben Hania
- Scénario : Kaouther Ben Hania
- Montage : Samuel Lajus[1]
- Musique : Sarmad Abdelmajid[1]
- Société de production : 13 Productions et Cinétéléfilms
- Société de distribution : Hakka Distribution
- Pays d’origine :  Tunisie et  France
- Langue : arabe et français
- Format : couleur
- Genre : drame
- Durée : 94 minutes (1 h 34)
- Dates de sorties en salles : 
  -  Tunisie : 21 décembre 2016

## Tournage
Zaineb n'aime pas la neige est tourné pendant six ans, pour refléter le passage du personnage de 9 à 15 ans. « Quand on a cet âge-là, on est dans un rapport très spontané à la vie, très passionné [...] Il y a toujours confrontation entre la vision des enfants, que je trouve très fraîche, et la vision assez formatée des adultes », affirme la cinéaste.

## Réception
Le film remporte le prix principal, le Tanit d'or, aux Journées cinématographiques de Carthage 2016.